# Загородній (селище)
Загородній (рос. Загородний) — селище в Бежецькому районі Тверської області Російської Федерації.
Населення становить 17 осіб. Входить до складу муніципального утворення Филипковське сільське поселення.

## Історія
Від 2005 року входить до складу муніципального утворення Филипковське сільське поселення.

## Населення
| 2008 | 2010 |
| ---- | ---- |
| 22   | ↘17  |